# Младограмматики
Младограмма́тики (нем. Junggrammatiker) — школа в немецкой лингвистике XIX в., впервые предложившая применить естественно-научные принципы верификации научного знания к лингвистике. В качестве конкретного примера они предложили гипотезу регулярных фонетических соответствий. Центральную роль в работах младограмматиков играло сравнительно-историческое языкознание, в частности, индоевропеистика.
Крупнейшие представители: Карл Бругман и Герман Остгоф (авторы «Манифеста» младограмматиков), Бертольд Дельбрюк, Август Лескин, Герман Пауль, Вильгельм Мейер-Любке, в России — Филипп Фортунатов и его школа.
Крупнейшими критиками младограмматизма были: Георг Курциус, Николай Крушевский, Гуго Шухардт (основатель противостоящей младограмматизму Школы слов и вещей), Грациадио Исайя Асколи, Иоганнес Шмидт, Фердинанд де Соссюр.
Младограмматизм был господствующим течением в лингвистике конца XIX — 1-й трети XX века; позднее на Западе его сменили другие течения, в то время как в СССР идеи младограмматизма («историзма в языкознании») сыграли положительную роль при борьбе с «новым учением о языке» Н. Я. Марра. С позиций младограмматизма написана статья И. В. Сталина (фактически — в соавторстве с А. С. Чикобавой) «Марксизм и вопросы языкознания».